# FK Bačka
El Fudbalski klub Bačka Bačka Palanka es un club de fútbol serbio de la ciudad de Backa Palanka. Fue fundado en 1945 y juega en la Primera Liga Serbia.

## Historia
El club fue fundado en 1945 y durante su temprana historia ha cambiado su nombre varias veces. El club juega en el estadio Slavko Maletin Vava con capacidad para 5500, que fue inaugurado oficialmente el 7 de julio de 1951. El club jugó profesionalmente por primera vez en la Segunda Liga Federal en la temporada 1959/60, pero descendió tras una temporada. Regresaría a la segunda división nacional en la temporada 1961/62 donde permaneció por 14 temporadas consecutivas además de participar en la unificación de las ligas en temporada 1988/89. Bačka participó en 17 temporadas en la Segunda Liga de Yugoslavia. 
Además, uno de los mayores logros de Backa fue alcanzar los cuartos de final de la Copa de Yugoslavia en la temporada 1968/69, cuando fue eliminado por uno de los cuatro grandes del país, el Split Hajduk por marcador de 1:2 en tiempo extra. Gracias a ello el "Backa" tuvo buenos resultados en los partidos ante rivales importantes, así como en la Copa y vencer a equipos como el FK Rad, Vojvodina, Partizan, FC, Borac Banja Luka, Proleter...

## Jugadores

### Jugadores destacados
| - Đorđe Ivelja - Uroš Momić - Stanko Svitlica - Saša Drakulić - Lazar Lemić | - Marinko Petković - Jovan Golić - Marko Jovanović - Saša Popin - Predrag Erak | - Dino Šarac - Miodrag Medan - Veseljko Trivunović - Petar Remete - Slavko Maletin Vava |